# Selección femenina de rugby 7 de Polonia
La selección femenina de rugby 7 de Polonia es el equipo representativo de la Polski Związek Rugby en los torneos de la modalidad de 7 jugadoras.

## Palmarés
- Rugby Europe Women's Sevens (1): 2022[2]

## Participación en copas

### Copa del Mundo
- Ciudad del Cabo 2022: 10º puesto

### Juegos Olímpicos
- no ha clasificado

### Juegos Europeos
- Cracovia 2023: 2.º puesto

### Serie Mundial
- Serie Mundial 21-22: 13.º puesto (9 pts)
- Serie Mundial 22-23: 13.º puesto (2 pts)

### Challenger Series
- Challenger Series 2022: 2° puesto
- Challenger Series 2023: 4° puesto
- Challenger Series 2025: 7° puesto

### Rugby Europe Women's Sevens
- Grand Prix 2017: 8º puesto
- Grand Prix 2018: 7º puesto
- Grand Prix 2019: 4º puesto
- Rugby Europe Women's Sevens 2021: 2° puesto
- Rugby Europe Women's Sevens 2022: Campeón[3]